# 台湾轮叶龙胆
台湾轮叶龙胆（学名：Gentiana yakushimensis）为龙胆科龙胆属的植物。
中国植物志稱其生於台灣，但台灣並無此物種，台湾植物志也未有記載。